# باول جونز (لاعب كرة قدم)
باول جونز (بالإنجليزية: Paul Jones)‏ (18 أبريل 1967 في المملكة المتحدة - ) هو لاعب كرة قدم بريطاني في مركز حراسة المرمى. شارك مع منتخب ويلز لكرة القدم. أما مع النوادي، فقد لعب مع ستوكبورت كونتي وكوينز بارك رينجرز ونادي ساوثهامبتون ونادي ليفربول ونادي ميلوول ونادي واتفورد ووولفرهامبتون واندررز ونادي كيدرمينستر هاريرز لكرة القدم وبوغنور ريجيس تاون.

## وصلات خارجية
- بول جونز على موقع قاعدة بيانات كرة القدم.إي يو (الإنجليزية)
- بول جونز على موقع ناشيونال فوتبول تيمز (الإنجليزية)
- بول جونز على موقع Soccerbase.com (لاعب) (الإنجليزية)
- بول جونز على موقع عالم كرة القدم.نت (الإنجليزية)